# Maria Aparecida Beruski
Maria Aparecida Beruski, o Berushko (in ucraino Марія Берушко?, Marija Beruško; Joaquim Távora, 1959 – Joaquim Távora, 4 aprile 1986), è stata una docente brasiliana di origini ucraine, nota per il suo sacrificio dopo aver salvato alcuni suoi studenti da un incendio nella scuola nella quale lavorava. Grazie alla forte devozione popolare nella regione di Joaquim Távora, è divenuta una santa popolare in Brasile.

## Morte
Il 4 aprile del 1986, nella Colônia São Miguel, a Joaquim Távora, mentre impartiva una lezione, dalla bombola del gas che lei utilizzava su un fornello per preparare la zuppa per il pranzo dei suoi tredici alunni, posta vicino l'unica porta della scuola, partì un incendio che cominciò ad ardere l'aula scolastica, che era fatta di legno. Tuttavia l'insegnante, intenzionata a salvare i suoi studenti, non volle lasciare il luogo, riuscendo così a far passare i cinque bambini più piccoli dalla finestra, ma gli altri otto non poterono salvarsi. Maria Beruski morì carbonizzata assieme a questi ultimi e tra i resti dell'aula venne ritrovato il suo corpo, in un abbraccio con i bambini. Oltre all'insegnante, le vittime furono: Tereza Luiz Rosa, di 13 anni, Carlos Luiz Rosa, di 11, Amaury M. de Queiroz, 9, Lucélia Glomba, di 8 anos, Lucimeire Borandelik, 8, Salomão Bachtich, 8, Laert Luiz Rosa, 7, e Alexandra Marim, di 7 anni.
Dato che il disastro ebbe un grande impatto nella regione, i locali cominciarono a pregare per le vittime e a chiedere la loro intercessione, nel culto privato, creando così un legame religioso di devozione e santità popolare, soprattutto attorno a Maria Aparecida Beruski. Nella città di Curitiba, una via venne rinominata in suo onore, la Rua Maria Aparecida Beruski, nel quartiere Barreirinha.

## Processo di canonizzazione

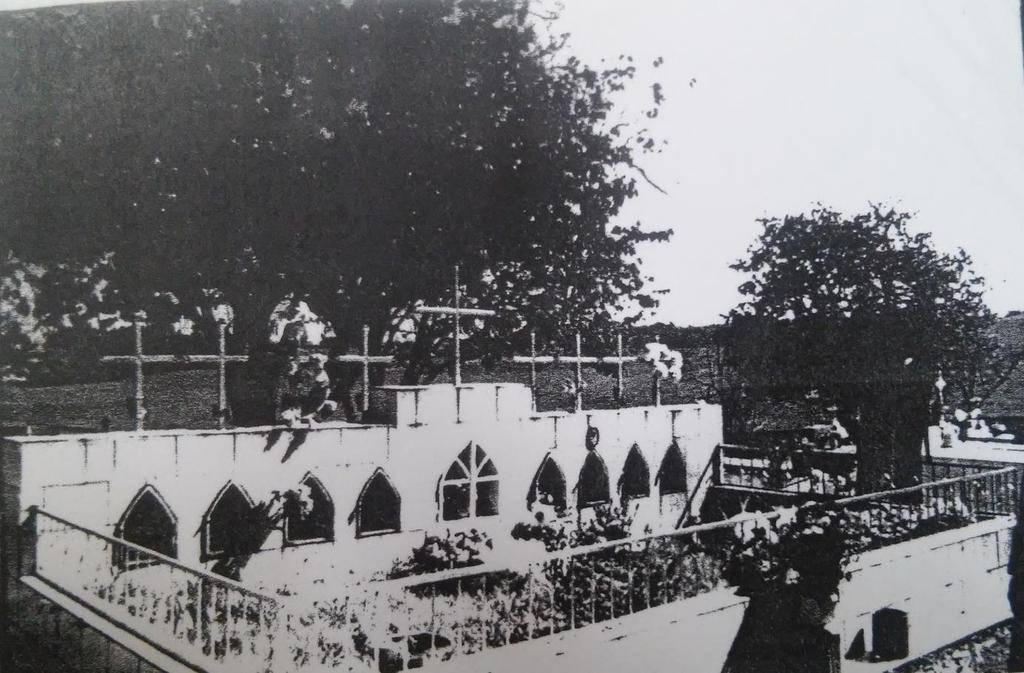
La tomba di Maria Beruski e degli otto studenti morti a Joaquim Távora.

Dopo la sua morte, Maria cominciò a essere venerata localmente come una martire, sia per il suo esempio di amore fino alla fine che per i miracoli che furono associati alla sua tomba, a Joaquim Távora. Nel 2007, don Jeremias Ferens riferì che la sua diocesi aveva riunito in un'agiografia diverse testimonianze di miracoli, tra i quali i casi di una persona curata dall'allergia e di una bambina che aveva preso del cherosene per errore e che si salvò dalla morte, e pensò di portare avanti il processo della sua canonizzazione assieme a quello degli otto bambini che erano morti con lei, il che la renderebbe la prima santa ortodossa latinoamericana ad essere glorificata formalmente, venendo commemorata il 4 di aprile.
Pertanto, tenendo in considerazione la devozione del popolo, nel 2005 la chiesa ortodossa diede inizio alle prime fasi per un eventuale processo di canonizzazione, e nel 2007 venne concluso un fascicolo di tredici pagine, scritto dal seminarista Fabio Lins, della chiesa ortodossa ucraina, e questo documento venne inviato al patriarcato ecumenico di Costantinopoli per l'inizio del processo di canonizzazione. Il fascicolo contiene delle informazioni raccolte tra l'11 e il 14 ottobre del 2005 a Joaquim Távora, e si tratta dei resoconti di testimoni che parlavano della vita di Maria Aparecida, delle sue preghiere e dei suoi appunti, oltre a rappresentare le intercessioni e i miracoli della possibile santa.